# Epitola nitide
Epitola nitide är en fjärilsart som beskrevs av Druce 1910. Epitola nitide ingår i släktet Epitola och familjen juvelvingar. Inga underarter finns listade i Catalogue of Life.